# Jean-Fidèle Otandault
Jean-Fidèle Otandault, né le 8 novembre 1965 à Port-Gentil, et un homme politique gabonais. 
Il est ministre d'État chargé du Budget et des Comptes publics entre août 2017 et décembre 2019.

## Biographie
Originaire de Port-Gentil, Jean-Fidèle Otandault poursuit ses études en France, à l'Institut national des techniques économiques et comptables, dont il est diplômé.
Il a ensuite exercé en tant comptable principal à la Banque générale de commerce de Paris, puis au sein du groupe Total, d’abord au Gabon puis en Mauritanie. En 2004, il décide de créer son cabinet d’expertise comptable et de conseil à Évry, près de Paris.
En 2011, il intègre l’Administration gabonaise en qualité de Directeur général du contrôle financier (DGCF). En 2013, il se voit confier la réforme du contrôle budgétaire, réforme de laquelle naît la Direction générale du contrôle des ressources et des charges publiques (DGCRCP) dont il est alors le directeur général. En 2015, il est nommé patron de la Direction générale du budget et des finances publiques (DGBFIP), nouvelle entité résultant de la fusion de trois anciennes directions générales : Contrôle des ressources et charges publiques (DGCRCP), Marchés publics (DGMP) et Budget (DGB).

## Actions à la tête de la DGCRCP et de la DGBFIP
À la tête de la DGCRCP, il fait mener un audit complet des finances publiques qui permet de mettre en évidence des surfacturations ainsi que des dettes douteuses. 
À la DGBFIP, il s'engage en faveur de la publication des appels d'offres, de manière à permettre à plus de PME gabonaises d'avoir accès à la commande publique. Il a également contribué à la mise en place de la Budgétisation par Objectifs de Programme (BOP).

## Ministre du Budget des Comptes publics
En août, Otandault est nommé ministre du Budget et des Comptes publics.
À la tête du Ministère du Budget et des Comptes publics, Jean-Fidèle Otandault se donne pour objectif une maîtrise de la dépense dans un contexte économique contraint par la crise consécutive à la chute des recettes pétrolières. Il cherche ainsi à dégager des marges de manœuvre au plan budgétaire, qui permettront d’adapter l'économie gabonaise aux nouvelles attentes de la population, notamment en matière de gouvernance, d’organisation des administrations, de qualité de services publics fournis aux usagers. 
Le mandat de Jean-Fidèle Otandault intervient également dans le cadre du renforcement de la coopération entre le Gabon et le FMI, afin de faciliter les poursuites du programme de relance de l’économie gabonaise appuyée par le Fonds.
Il est limogé le 2 décembre 2019.